# Грошій-Ной
Грошій-Ной (рум. Groșii Noi) — село у повіті Арад в Румунії. Входить до складу комуни Бирзава.
Село розташоване на відстані 362 км на північний захід від Бухареста, 62 км на схід від Арада, 134 км на південний захід від Клуж-Напоки, 79 км на північний схід від Тімішоари.

## Населення
За даними перепису населення 2002 року у селі проживала 301 особа, з них 300 осіб (99,7%) румунів. Рідною мовою 300 осіб (99,7%) назвали румунську.